# Centaurea busambarensis
Il fiordaliso della Busambra (Centaurea busambarensis Guss., 1845) è una pianta, angiosperma dicotiledone, appartenente alla famiglia delle Asteraceae, endemica della Sicilia.

## Descrizione
È una pianta perenne alta da 30 a 50 cm.  La forma biologica è emicriptofita scaposa (H scap), ossia in generale sono piante erbacee, a ciclo biologico perenne, con gemme svernanti al livello del suolo e protette dalla lettiera o dalla neve e sono dotate di un asse fiorale eretto e spesso privo di foglie. Tutta la pianta è bianco-ragnatelosa.
Le foglie sono picciolate (quelle basali) e sessili (quelle cauline) e lungo il caule sono disposte in modo alterno. Le foglie basali hanno delle forme lirate con 4 - 7 segmenti laterali. I segmenti sono acuti e mucronati con contorno ovato (sono asimmetrici); i bordi sono continui o grossolanamente dentati. La dimensione dei segmenti aumenta verso l'apice della foglia (alla fine i vari bordi dei segmenti si sovrappongono). Dimensione delle foglie basali: larghezza 3 – 4 cm; lunghezza 9 – 13 mm.
Le infiorescenze (composte da capolini peduncolati) sono scapose. I capolini, discoidi e omogami, sono formati da un involucro a forma ovoidea-oblunga composto da brattee (o squame) disposte su più serie all'interno delle quali un ricettacolo fa da base ai fiori. Le squame dell'involucro sono disposte in modo embricato e scalato; sono glabrescenti con una appendice nera larga 2 – 3 mm e delle ciglia lunghe fino a 2 mm. Il ricettacolo, provvisto di pagliette a protezione della base dei fiori, può essere rivestito di pula (come il chicco del grano o del riso), oppure può essere setoloso, raramente è nudo (senza pagliette). Diametro dell'involucro: 25 – 28 mm.
I fiori in genere sono tubulosi (del tipo actinomorfi), e sono tetra-ciclici (ossia sono presenti 4 verticilli: calice – corolla – androceo – gineceo) e pentameri (ogni verticillo ha 5 elementi). I fiori sono inoltre ermafroditi e fertili. Molto raramente sono presenti dei fiori periferici radiati e sterili.
- Formula fiorale:

- /x K {\displaystyle \infty }, [C (5), A (5)], G 2 (infero), achenio

- Calice: i sepali del calice sono ridotti ad una coroncina di squame.
- Corolla: la corolla in genere è colorata di porpora ed è formata da un tubo terminante in 5 lobi.
- Androceo: gli stami sono 5 con filamenti liberi, papillosi o raramente glabri e distinti, mentre le antere sono saldate in un manicotto (o tubo) circondante lo stilo.[11] Le antere in genere hanno una forma sagittata con base caudata. Il polline normalmente è tricolporato a forma sferica o schiacciata ai poli.
- Gineceo: lo stilo è filiforme con due stigmi divergenti. L'ovario è infero uniloculare formato da 2 carpelli. L'ovulo è unico e anatropo.
- Fioritura: da giugno a luglio.

Il frutto è un achenio con un pappo. Le forme dell'achenio possono essere obovoidi-fusiformi, compresse lateralmente, con areole a inserzione diritta o laterale-abassiale. Il pericarpo dell'achenio possiede delle sclerificazioni radiali spesso provviste di protuberanze. Il pappo è inserito su una piastra apicale all'interno di una anello di tessuto parenchimatico. Le setole del pappo sono disposte su una o più serie e sono decidue come un pezzo unico e si presentano barbate o piumate. Lunghezza degli acheni: 2 – 4 mm (il pappo è altrettanto lungo).

## Biologia
- Impollinazione: l'impollinazione avviene tramite insetti (impollinazione entomogama tramite farfalle diurne e notturne).
- Riproduzione: la fecondazione avviene fondamentalmente tramite l'impollinazione dei fiori (vedi sopra).
- Dispersione: i semi (gli acheni) cadendo a terra sono successivamente dispersi soprattutto da insetti tipo formiche (disseminazione mirmecoria). In questo tipo di piante avviene anche un altro tipo di dispersione: zoocoria. Infatti gli uncini delle brattee dell'involucro si agganciano ai peli degli animali di passaggio disperdendo così anche su lunghe distanze i semi della pianta.

## Distribuzione e habitat
- Geoelemento: il tipo corologico (area di origine) è Endemico (è un endemismo della Sicilia occidentale).
- Distribuzione: oltreché sulla Rocca Busambra è possibile incontrarla sulle Serre della Pizzuta e nelle Madonie.
- Habitat:  l'habitat preferito per queste piante sono le rupi calcaree.
- Distribuzione altitudinale: sui rilievi queste piante si possono trovare fino a 600 - 1.400 m s.l.m..

## Tassonomia
La famiglia di appartenenza di questa voce (Asteraceae o Compositae, nomen conservandum) probabilmente originaria del Sud America, è la più numerosa del mondo vegetale, comprende oltre 23.000 specie distribuite su 1.535 generi, oppure 22.750 specie e 1.530 generi secondo altre fonti (una delle checklist più aggiornata elenca fino a 1.679 generi). La famiglia attualmente (2021) è divisa in 16 sottofamiglie.
La tribù Cardueae (della sottofamiglia Carduoideae) a sua volta è suddivisa in 12 sottotribù (la sottotribù Centaureinae è una di queste).
Il genere Centaurea elenca oltre 700 specie distribuite in tutto il mondo, delle quali un centinaio sono presenti spontaneamente sul territorio italiano.

### Filogenesi
La classificazione della sottotribù rimane ancora problematica e piena di incertezze. Il genere di questa voce è inserito nel gruppo tassonomico informale Centaurea Group formato dal solo genere Centaurea. La posizione filogenetica di questo gruppo nell'ambito della sottotribù è definita come il "core" della sottotribù; ossia è stato l'ultimo gruppo a divergere intorno ai 10 milioni di anni fa.
Il numero cromosomico di C. busambarensis è: 2n = 18.

### Specie simili
La  Centaurea busambarensis  appartiene al gruppo delle centauree le cui brattee (o squame) dell'involucro terminano con una appendice decorrente, ossia non è chiaramente separata (tramite una strozzatura) dal corpo sottostante della squama e all'apice è presente una singola spina (in base alla suddivisione proposta da Pignatti). Questa suddivisione comunque è priva di valore tassonomico ma puramente di comodo dato il grande numero di specie spontanee presenti sul territorio italiano.
Questi caratteri sono condivisi con le seguenti specie (sono indicati alcuni caratteri distintivi per ogni specie):
- Centaurea pumilio L. - Fiordaliso di Creta: la pianta è acaule.
- Centaurea saccensis Raimondo, Bancheva & Ilardi - Fiordaliso di Sciacca: il pappo è lungo 5 - 6 mm.
- Centaurea delucae C.Guarino & Rampone - Fiordaliso di De Luca: le lacinie delle foglie sono ottuse e non sono mucronate.
- Centaurea erycina Raimondo & Bancheva - Fiordaliso di Erice: le brattee involucrali sono bianco-tomentose o ragnatelose.